# Siège du château de Kanie
Le siège du château de Kanie de 1584 est un des nombreux engagements de la campagne de Toyotomi Hideyoshi pour consolider son pouvoir sur les terres tenues par le clan Oda dans la province d'Owari au Japon. Cet affrontement se compose en fait de deux sièges.
Lorsque Hideyoshi vient pour attaquer le château de Kanie, celui-ci est occupé par Maeda Tanetoshi pour le compte d'Oda. Cependant, Hideyoshi a pardonné le cousin de Maeda Takigawa Kazumasu pour son soutien à Shibata Katsuie et en conséquence Kazumasu est un allié de Hideyoshi. Il convainc son cousin Maeda de changer de camp, de rejoindre Hideyoshi et de lui abandonner le château.
Les nouveaux alliés essayent ensuite d'attaquer le proche château d'Ono mais sont repoussés lorsque les défenseurs jettent des torches enflammées dans les bateaux des attaquants.
De retour au château de Kanie, Hideyoshi et Maeda sont assiégés par les forces loyales aux clans Oda et Sakakibara au nom de l'alliance entre les Oda et Tokugawa Ieyasu. Ils enfoncent les défenses extérieures du château et négocient les termes d'une éventuelle reddition. Lorsque Maeda Tanetoshi tente de s'échapper, il est tué par son cousin Takigawa Kazumasu qui apporte sa tête aux commandants Oda.

## Source de la traduction
- (en) Cet article est partiellement ou en totalité issu de l’article de Wikipédia en anglais intitulé « Siege of Kanie » (voir la liste des auteurs).